# Trey Alexander (basket-ball)
Pour les articles homonymes, voir Trey et Alexander.
Trey Alexander, né le  2 mai 2003 à Oklahoma City dans l'Oklahoma, est un joueur américain de basket-ball évoluant aux postes de meneur et arrière. Il mesure 1,91 m.

## Biographie

### Carrière universitaire
Entre 2021 et 2024, il joue pour les Bluejays de Creighton.

### Carrière professionnelle
Trey Alexander signe un contrat two-way avec les Nuggets de Denver en juillet 2024.
En juillet 2025, il signe un contrat two-way avec les Pelicans de La Nouvelle-Orléans.

## Palmarès et distinctions personnelles

### Universitaires
- Second-team All-Big East (2024)
- Big East All-Freshman team (2022)

## Statistiques

### Universitaires
| Saison    | Équipe    | Matchs | Titul. | Min./m | % Tir | % 3pts | % LF | Rbds/m. | Pass/m. | Int/m. | Ctr/m. | Pts/m. |
| --------- | --------- | ------ | ------ | ------ | ----- | ------ | ---- | ------- | ------- | ------ | ------ | ------ |
| 2021-2022 | Creighton | 35     | 13     | 26.6   | .422  | .281   | .818 | 3.7     | 2.5     | .7     | .3     | 7.4    |
| 2022-2023 | Creighton | 37     | 37     | 32.1   | .447  | .410   | .824 | 4.2     | 2.6     | 1.1    | .5     | 13.6   |
| 2023-2024 | Creighton | 35     | 35     | 37.3   | .446  | .339   | .824 | 5.7     | 4.7     | 1.1    | .4     | 17.6   |
| Carrière  | Carrière  | 107    | 85     | 32.0   | .442  | .358   | .822 | 4.6     | 3.2     | 1.0    | .4     | 12.9   |